# 白米千枚田

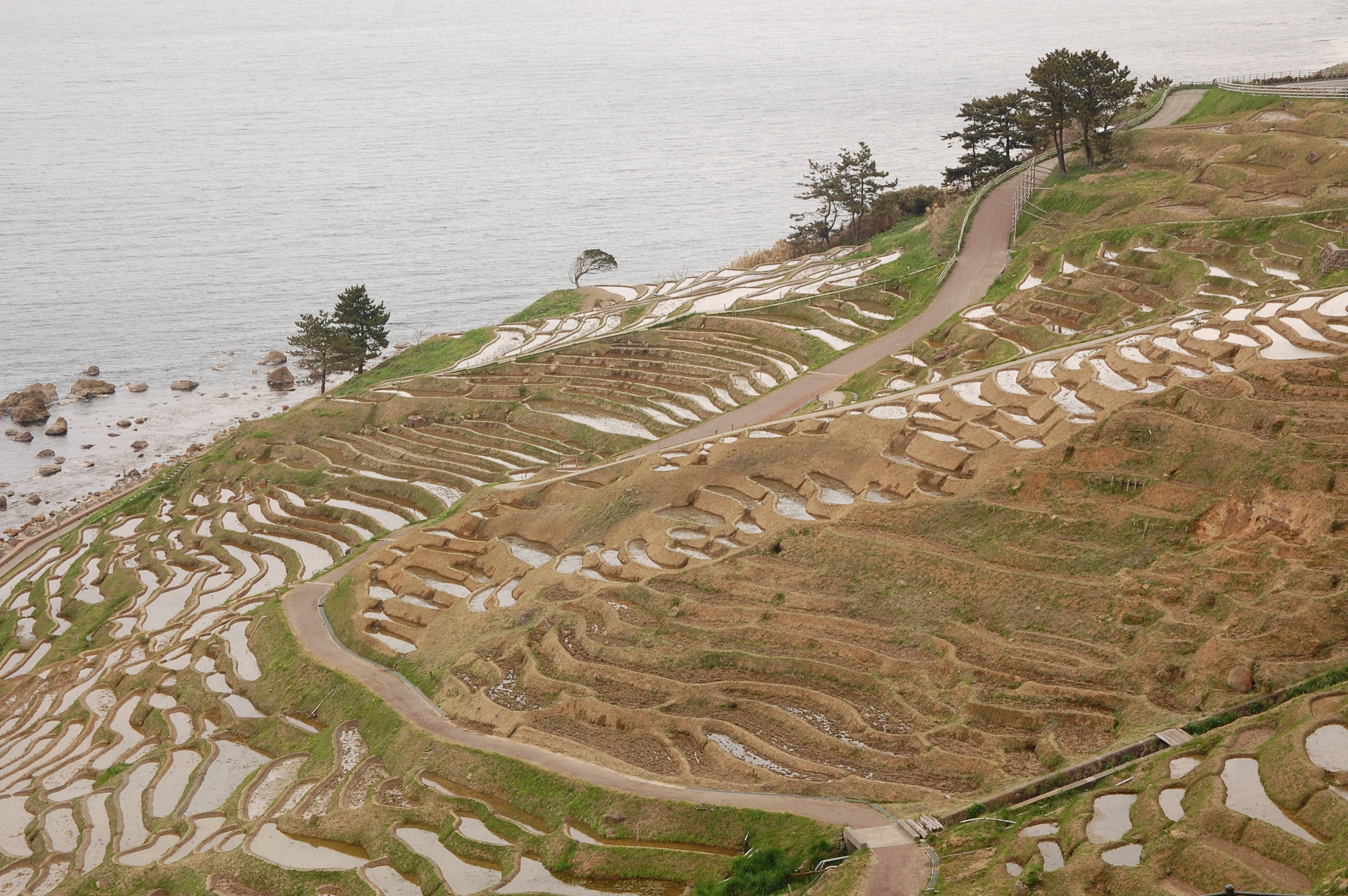
白米千枚田

白米千枚田（日语：しろよねせんまいだ）是位於日本石川縣輪島市白米町的梯田，因其數量眾多而被成為千枚田，但也有一說系得名於面積狹小。面積最小的田地面積只有約0.2平方米。2001年白米千枚田被指定為名勝。2011年，國際糧食農業機構將白米千枚田認定為世界農業遺產。

## 外部連結
- 白米千枚田的Facebook專頁
- 輪島白米千枚田 あぜのきらめき的Facebook專頁
- 能登半島輪島「白米千枚田」公式ホームページ （页面存档备份，存于）
- 輪島市 （页面存档备份，存于） - 輪島市観光サイト